# Peter Thienhaus

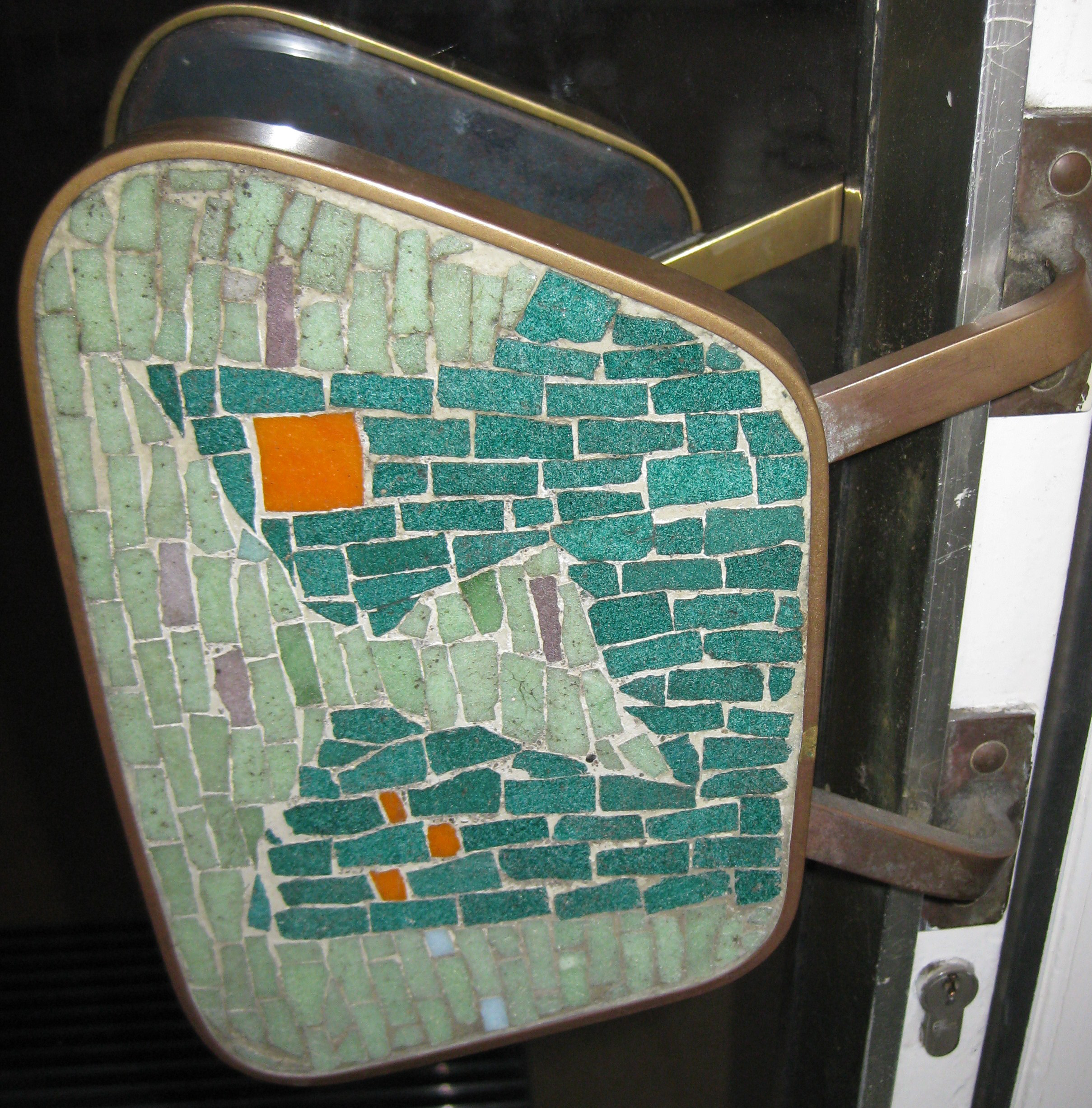
Von Peter Thienhaus gestalteter Türdrücker im Lübecker Rathaushof

Peter Thienhaus (* 15. März 1911 in Berlin; † 10. Oktober 1984 in Lübeck) war ein deutscher Maler, Grafiker und Objektkünstler.

## Leben und Wirken
Peter Thienhaus war der Sohn des Kunstmalers Rudolf Thienhaus (1873–1962). Da seine Mutter, eine Konzertpianistin, bei seiner Geburt starb und sein Vater in Holland lebte, wuchs Peter in Lübeck bei der Familie seines Onkels, des Gymnasialprofessors an der Oberschule zum Dom Paul Thienhaus zusammen mit dessen Kindern auf, darunter Erich Thienhaus und Waltraut Thienhaus, ab 1933 Frau von Hugo Distler. Für Distlers Autograph seiner Kleinen Adventsmusik (op. 4), das dieser seiner späteren Frau zu Weihnachten 1931 schenkte, schuf er die Illustrationen.
Er besuchte die Oberschule zum Dom und wurde hier von Hans Peters und Asmus Jessen im Kunstunterricht geprägt. Nach dem Abitur 1929 studierte er an den Vereinigten Staatsschulen für Freie und Angewandte Kunst in Berlin und wurde Schüler von Emil Orlik bis zu dessen Tod 1932 und Walter Habdank. Nach der Machtübernahme der Nationalsozialisten verließ er die Hochschule und arbeitete zunächst von 1933 bis 1940 als Grafiker und Buchillustrator. 1939 erhielt er durch Vermittlung von Asmus Jessen den Auftrag zur Ausmalung des Adlersaals im Lübecker Kanzleigebäude.
1940 heiratete Thienhaus und wurde Soldat. Sein Berliner Atelier mit allen darin befindlichen Arbeiten und Entwürfen wurde 1943 Opfer eines Luftangriffs. Thienhaus war zu dieser Zeit im Kriegseinsatz an der Ostfront. 1944 war er mit drei Zeichnungen: Polnisches Dorf, Frühling in Polen und In Ostpreußen auf der Großen Deutschen Kunstausstellung in München vertreten. Der SS-Führer Karl Brandt erwarb davon das Aquarell „Polnisches Dorf“. Im selben Jahr kam Thienhaus in sowjetische Kriegsgefangenschaft und war bis 1948 im Lager Morschansk.
Von 1950 bis 1959 war Thienhaus bei der Stadtverwaltung der Hansestadt Lübeck angestellt und arbeitete hier unter anderem für das Stadtplanungsamt, die Tourismuswerbung und das Hochbauamt.
Ab 1959 war Thienhaus freischaffend tätig. In Lübeck gibt es zahlreiche Beispiele seiner Arbeiten als Kunst am Bau, darunter Glasfenster im Museum für Natur und Umwelt Lübeck oder der Schriftentwurf der beiden Tafeln am 1975 aufgestellten Heinrich-der-Löwe-Denkmal auf dem Domkirchhof.
Ein wichtiger Teil seines Werks sind Aquarelle, die auf Reisen nach Marokko und Griechenland entstanden, sowie seine Lübeck-Aquarelle. Für ein Jahrzehnt war er für die Gestaltung der Einbände des Jahrbuchs Der Wagen verantwortlich.
1987 würdigte ihn die Lübecker Overbeck-Gesellschaft mit einer umfassenden Gedenkausstellung.

## Werke

### Werke im öffentlichen Raum
- Türgriffe, Mosaik, Rathaushof Lübeck
- Welle, Betonrelief an der Schwimmhalle Eutin
- Tag und Nacht, Keramikrelief Timmendorfer Strand
- Wandschmuck im Schwurgerichtssaal, Gerichtshaus (Lübeck) (1962)[4]
- Sage vom Ratsdiener Markrabe, Mosaik im Jugendzentrum Burgtor[5]

### Buchillustrationen
- Walter Thieme:  Die Lobsängerin der Gnade Gottes. Das Lebensbild der Schwester Eva von Thiele-Winckler,  gedruckt  1932 von Vaterländische Verlags- und Kunstanstalt in Berlin [Gestaltung des Bucheinbandes durch Peter Thienhaus, Berlin]; Ernst Röttgers Verlag Berlin (1932)
- Carl Walter: Gaja lernolibro de Esperanto por sininstruo. Kun bildoj de Peter Thienhaus. Berlin W 35, Graf Spee-Str. 24: C. Walter 1934
- Inge Diederichs: Sonne, Mond und Sterne: Eine Himmelsfibel für Jedermann. Mit Bildern von Peter Thienhaus. Berlin: Atlantis-Verlag 1937 (Atlantis-Jugendbücher)
- Ludwig Seidl: Bombenlutz, der Fliegerjunge: Mit 14 Jahren in den Krieg. Mit 3 ganzseitigen Bildern u. 27 Zeichnungen von Peter Thienhaus. Essen: Küster u. Co. [1939]
- Eberhard Schmieder, Ernst Kellner: Schrift und Buch: Eine Fibel. Bilder v. Peter Thienhaus. Leipzig: Staackmann 1939 (Staackmann-Fibeln)
- Paul Seelhoff: Schiffe und Diebe: Die Geschichte einer Schiffsmannschaft. [Die Zeichnungen fertigte Peter Thienhaus] 7.–16. Tsd. [Sonderausg. f. d. Buchring] Berlin: Zeitgeschichte-Verlag 1940
- Armin Korn: Hansestadt Lübeck. [Zeichnungen: Peter Thienhaus] Lübeck: Senat und Bürgerschaft der Hansestadt Lübeck [1957]